# Désert d'Agafay

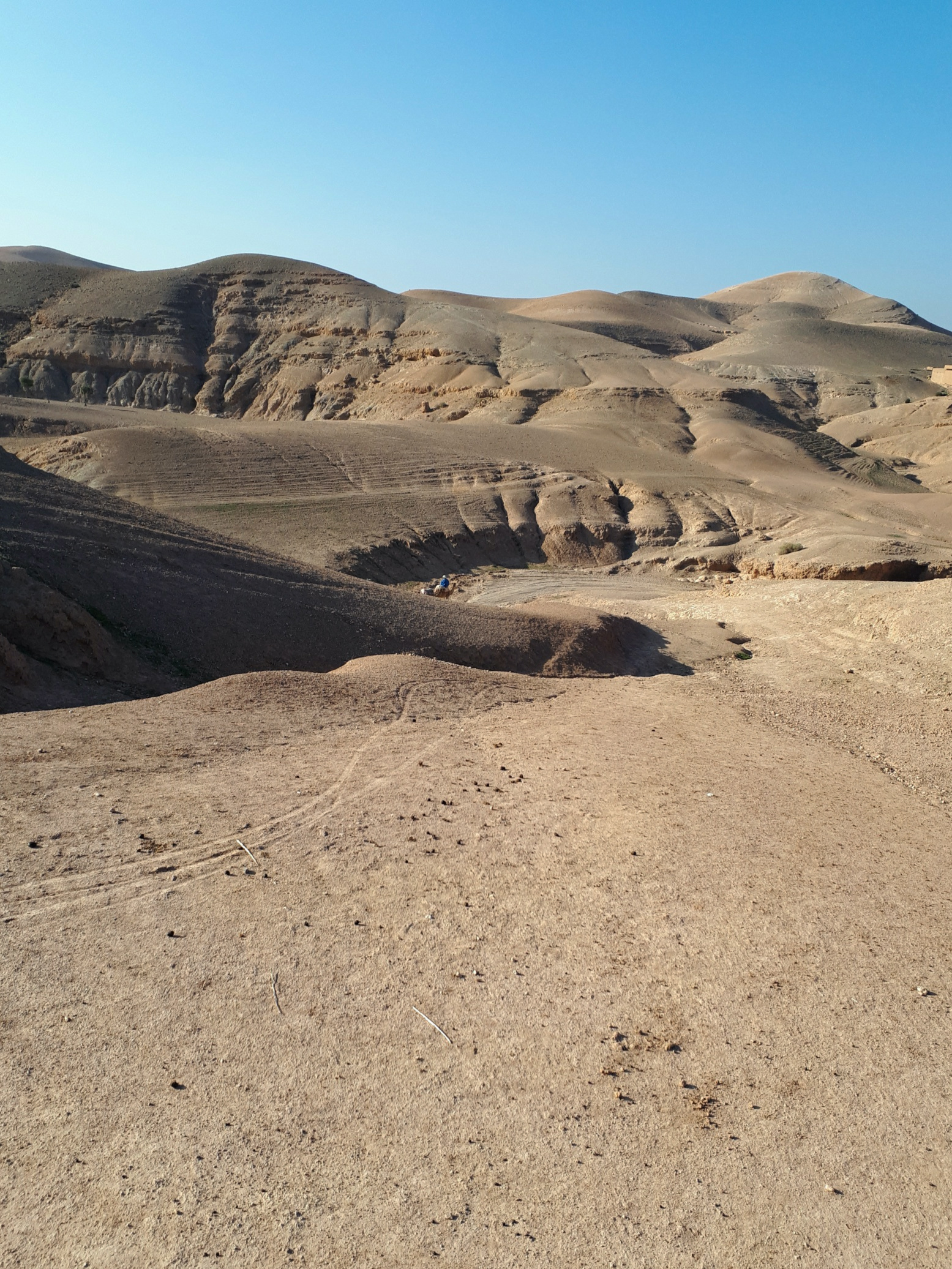
Agafay (Maroc)

Agafay est un reg qui se situe à une trentaine de kilomètres de la ville rouge de Marrakech, sur les premières hauteurs du massif du Haut-Atlas au Maroc, qui s'étend sur plusieurs centaines d'hectares,. Il est couvert de pierres et de rocailles dans un environnement vallonné composé de collines aux tonalités blanches et ocres.
Bien que souvent comparé aux vastes étendues du Sahara, le désert d'Agafay possède une histoire unique liée à son rôle dans les anciennes routes commerciales reliant Marrakech aux régions voisines. Ce lieu a longtemps été un point de passage pour les caravanes transportant des marchandises et des récits.
Bien que la topographie d’Agafay s’apparente à celle d’un désert typique, tel que le Sahara, il ne s'agit pas d'un désert au sens propre du terme, mais plutôt d'une étendue semi-désertique de surface réduite. Sa proximité avec la ville ocre en fait une escapade populaire à la popularité croissante.
Agafay inclut une oasis d'environ sept hectares, plantée d'eucalyptus, d'oliviers et de vignes, surnommée l'oasis enchantée, qui tient sa vitalité d'un oued situé à proximité.
Agafay est également caractérisé par la présence de nombreux escaliers multicolores.
Agafay est facilement accessible en partant de Marrakech en direction de la petite ville de Tameslohte via la route provinciale P2014.